# Liste der Bischöfe von Ascoli Piceno
Die folgenden Personen waren Bischöfe von Ascoli Piceno (Italien):
- Heiliger Emidio 302
- Viktor 313
- Heiliger Claudius 344
- Lucenzius 445
- Heiliger Quinzian 486
- Heiliger Epifanio 537
- Felix 678
- Auclere 749
- Iustolfo 780
- Riccone 822
- Wanderando 849
- Arpaldo 870
- Johannes I. 879
- Mauritius 900
- Filero 922
- Elperino 950
- Adamo 982
- Ugone 996
- Emmone 1006
- Bernard I. 1036
- Bernard II. 1045
- Stefan 1069
- Alberic 1097
- Presbitero 1126
- Trasmondo 1176
- Gisone 1179
- Rinaldo I. 1184
- Rinaldo II. 1205
- Pietro I. 1208
- Altegruno 1222
- Nicolò I. 1223
- Pietro II. 1228
- Marcellino 1230
- Matteo 1237
- Teodorino 1238
- Rinaldo III. 1259
- Buongiovanni1285
- Boninsegna 1310
- Rinaldo IV. 1317
- Isacco Bindi 1343
- Paolo I. Rainaldi 1353
- Isacco Bindi (2. Mal) 1355
- Enrico da Sessa 1358
- Vitale 1362
- Agapito Colonna 1363–1369[1]
- Giovanni II. Acquaviva 1369
- Anteo 1375
- Pietro III. Torricella
- Antonio Archeoni (1386–1390)[2]
- Tommaso Pierleoni 1390
- Pietro IV. 1391
- Bened. Pasquarelli 1398
- Antonio Archeoni (1399–1405) (2. Mal)[2]
- Marco Leon. Fisci 1405
- Giovanni III. Formoni 1406
- Nardino Dalmonte 1412
- Pietro V. Liverotti 1420
- Paolo II. Alberti OFM (1422–1438)
- Pietro VI. Sforza 1438
- Valentino da Narni (1442–1447)
- Angelo Capranica (1447–1450)
- Franc. Monaldesch 1451
- Pietro VII. Della Valle (1461–1463)
- Prospero Caffarelli (1463–1500)
- Giuliano Kardinal Cesarini (1500–1510)
- Lorenzo Fieschi (1510–1512)
- Girolamo Ghinucci {Ginucci} (1512–1518)
- Giulio I. Kardinal de Medici (1518)
- Filos Roverella (1518–1550)
- Lattanzio Roverella (1550–1566)
- Pietro VIII. Camaiani (1566–1579)
- Niccolò II. Aragona (1579–1586)
- Girolamo II. Kardinal Bernerio OP (1586–1611)
- Sigismondo Donati (1605–1641)
- Giulio II. Kardinal Gabrielli (1642–1668)
- Filippo Monti (1670–1680)
- Giuseppe Fadulfi (1685–1699)
- Giovanni Giuseppe Bonaventura (1699–1710)
- Giovanni Gambi (1710–1726)
- Gregorio Lauri (1726–1728)
- Paolo Tommaso Marana OSB (1728–1755)
- Pietro Paolo Leonardi (1755–1792)
- Giovanni Andrea Kardinal Archetti (1795–1805)
- Giovanni Francesco Capelletti (1806–1831)
- Gregorio Zelli OSB (1832–1855)
- Carlo Belgrado (1855–1860)
- Elia Antonio Alberini (1860–1876)
- Amilcare Malagola (1876–1877) (danach Erzbischof von Fermo)
- Bartolomeo Ortolani (1877–1908)
- Pacificio Fiorani (1908–1910)
- Apollonio Maggio (1910–1927)
- Ludovico Cattaneo (1928–1936)
- Ambrogio Squintani (1936–1956)
- Marcello Morgante (1957–1991)
- Pier Luigi Mazzoni (1991–1997) (danach Erzbischof von Gaeta)
- Silvano Montevecchi (1997–2013)
- Giovanni D’Ercole (2014–2020)
- Gianpiero Palmieri (seit 2021)